# André Briend
André Briend är en fransk pediatrisk nutritionist ansluten till Världshälsoorganisationen.
Han är mest känd för att år 1999 ha introducerat Plumpy'nut, en jordnötsbaserad näringspasta som framgångsrikt har använts för att behandla svårt undernärda barn, huvudsakligen i Niger och Malawi.